# Рог (Середино-Будский район)
Рог (укр. Ріг) — село,
Пигаревский сельский совет,
Середино-Будский район,
Сумская область,
Украина.
Код КОАТУУ — 5924484804. Население по переписи 2001 года составляло 9 человек .

## Географическое положение
Село Рог находится в 1-м км от правого берега реки Бычиха,
на противоположном берегу — село Степное (Ямпольский район).
На расстоянии в 0,5 км расположено село Новосовское.

## История
Село было основано в 1925 году переселенцами из окрестных хуторов и сёл. Оно было небольшим населённым пунктом и в 1926 году насчитывало 34 двора, в которых проживало 210 жителей, а в середине 50-х годов прошлого[неопределённость][стиль] века – около 40 дворов и более 150 жителей.
В послевоенные годы в селе работала молочнотоварная ферма на 100 голов крупного рогатого скота, овцеферма на 200 овец, магазин, детский сад и начальная школа.
В 60-х годах прошлого[неопределённость][стиль] века населённый пункт попал в разряд неперспективных и начал приходить в упадок.